# Ministrowie prac publicznych Wielkiej Brytanii

## Pierwsi komisarze ds. prac publicznych
| Komisarz                                            | Czas urzędowania                         |
| --------------------------------------------------- | ---------------------------------------- |
| Edward Seymour, lord Seymour                        | 1 sierpnia 1851 – 21 lutego 1852         |
| John Manners                                        | 4 marca 1852 – 17 grudnia 1852           |
| William Molesworth                                  | 5 stycznia 1853 – 21 lipca 1855          |
| Benjamin Hall                                       | 21 lipca 1855 – 21 lutego 1858           |
| John Manners                                        | 26 lutego 1858 – 11 czerwca 1859         |
| Henry FitzRoy                                       | 18 czerwca 1859 – 9 lutego 1860          |
| William Cowper                                      | 9 lutego 1860 – 26 czerwca 1866          |
| John Manners                                        | 6 lipca 1866 – 1 grudnia 1868            |
| Austen Layard                                       | 9 grudnia 1868 – 26 października 1869    |
| Acton Ayrton                                        | 26 października 1869 – 11 sierpnia 1873  |
| William Adam                                        | 11 sierpnia 1873 – 17 lutego 1874        |
| Lord Henry Gordon-Lennox                            | 21 marca 1874 – 14 sierpnia 1876         |
| Gerald James Noel                                   | 14 sierpnia 1876 – 21 kwietnia 1880      |
| William Adam                                        | 3 maja 1880 – 29 listopada 1881          |
| George Shaw-Lefevre                                 | 29 listopada 1881 – 13 lutego 1885       |
| Archibald Primrose, 5. hrabia Rosebery              | 13 lutego 1885 – 9 czerwca 1885          |
| David Plunket, baron Rathmore                       | 24 czerwca 1885 – 28 stycznia 1886       |
| Albert Parker, 3. hrabia Morley                     | 17 lutego 1886 – 16 kwietnia 1886        |
| Victor Bruce, 9. hrabia Elgin                       | 16 kwietnia 1886 – 20 lipca 1886         |
| David Plunket, baron Rathmore                       | 5 sierpnia 1886 – 11 sierpnia 1892       |
| George Shaw-Lefevre                                 | 18 sierpnia 1892 – 10 marca 1894         |
| Herbert Gladstone                                   | 10 marca 1894 – 21 czerwca 1895          |
| Aretas Akers-Douglas                                | 4 lipca 1895 – 8 sierpnia 1902           |
| Robert Windsor-Clive, 14. baron Windsor             | 8 sierpnia 1902 – 4 grudnia 1905         |
| Lewis Harcourt                                      | 10 grudnia 1905 – 3 listopada 1910       |
| William Lygon, 7. hrabia Beauchamp                  | 3 listopada 1910 – 6 sierpnia 1914       |
| Alfred Emmott, 1. baron Emmott                      | 6 sierpnia 1914 – 25 maja 1915           |
| Lewis Harcourt                                      | 25 maja 1915 – 10 grudnia 1916           |
| Alfred Mond                                         | 10 grudnia 1916 – 1 kwietnia 1921        |
| David Lindsay, 27. hrabia Crawford                  | 1 kwietnia 1921 – 19 października 1922   |
| John Baird                                          | 31 października 1922 – 22 stycznia 1924  |
| Frederick William Jowett                            | 22 stycznia 1924 – 3 listopada 1924      |
| William Peel, 2. wicehrabia Peel                    | 10 listopada 1924 – 18 października 1928 |
| Charles Vane-Tempest-Stewart, 7. markiz Londonderry | 18 października 1928 – 4 czerwca 1929    |
| George Lansbury                                     | 7 czerwca 1929 – 24 sierpnia 1931        |
| Charles Vane-Tempest-Stewart, 7. markiz Londonderry | 25 sierpnia 1931 – 5 listopada 1931      |
| William Ormsby-Gore                                 | 5 listopada 1931 – 16 czerwca 1936       |
| James Stanhope, 7. hrabia Stanhope                  | 16 czerwca 1936 – 27 maja 1937           |
| Philip Sassoon                                      | 27 maja 1937 – 7 czerwca 1939            |
| Herwald Ramsbotham                                  | 7 czerwca 1939 – 3 kwietnia 1940         |
| Herbrand Sackville, 9. hrabia De La Warr            | 3 kwietnia 1940 – 18 maja 1940           |
| George Tryon, 1. baron Tryon                        | 18 maja 1940 – 3 października 1940       |

## Ministrowie robót i budownictwa oraz pierwsi komisarze ds. prac publicznych
| Minister   | Czas urzędowania                     |
| ---------- | ------------------------------------ |
| John Reith | 3 października 1940 – 11 lutego 1942 |

## Ministrowie robót i planowania
| Minister                        | Czas urzędowania                |
| ------------------------------- | ------------------------------- |
| John Reith                      | 11 lutego 1942 – 22 lutego 1942 |
| Wyndham Portal, 1. baron Portal | 22 lutego 1942 – luty 1943      |

## Ministrowie robót
| Minister                        | Czas urzędowania                        |
| ------------------------------- | --------------------------------------- |
| Wyndham Portal, 1. baron Portal | luty 1943 – 21 listopada 1944           |
| Duncan Sandys                   | 21 listopada 1944 – 26 lipca 1945       |
| George Tomlinson                | 4 sierpnia 1945 – 10 lutego 1947        |
| Charles William Key             | 10 lutego 1947 – 28 lutego 1950         |
| Richard Stokes                  | 28 lutego 1950 – 26 kwietnia 1951       |
| George Brown                    | 26 kwietnia 1951 – 26 października 1951 |
| David Eccles                    | 1 listopada 1951 – 18 października 1954 |
| Nigel Birch                     | 18 października 1954 – 20 grudnia 1955  |
| Patrick Buchan-Hepburn          | 20 grudnia 1955 – 16 stycznia 1957      |
| Arthur Molson                   | 16 stycznia 1957 – 22 października 1959 |
| John Hope                       | 22 października 1959 – 16 lipca 1962    |

## Ministrowie prac publicznych
| Minister          | Czas urzędowania                       |
| ----------------- | -------------------------------------- |
| Geoffrey Rippon   | 16 lipca 1962 – 10 października 1964   |
| Charles Pannell   | 19 października 1964 – 6 kwietnia 1966 |
| Reginald Prentice | 6 kwietnia 1966 – 29 sierpnia 1967     |
| Bob Mellish       | 29 sierpnia 1967 – 30 kwietnia 1969    |
| John Silkin       | 30 kwietnia 1969 – 19 czerwca 1970     |
| Julian Amery      | 23 czerwca 1970 – 15 października 1970 |

W 1970 r. ministerstwo prac publicznych zostało włączone do ministerstwa środowiska.